# 3897 Louhi
3897 Louhi este un asteroid din centura principală, descoperit pe 8 septembrie 1942 de Yrjö Väisälä.